# آرامگاه سید محمد سید منصور
آرامگاه سید محمد سید منصور واقع در روستای چاه بنارد - (دهستان گوده) از توابع بخش مرکزی شهرستان بستک در غرب استان هرمزگان، یکی از آثارهای تاریخی و از نقاط دیدنی استان هرمزگان در جنوب ایران است.
«آرامگاه سید محمد سید منصور» زیارتگاه مردم شهرستان بستک می‌باشد. آقا سید احمد بن سید محمد هاشم منصوری که از متولیان پیشین این بارگاه در قرن گذشته بوده‌اند؛ بر اساس تذکرة و شجره نامه تاریخی و خانوادگی سادات چاهبنارد اظهاراتی به صورت مکتوب به جا گذاشته‌اند که طبق آن سید محمد سید منصور از نوادگان حسن بن علی بوده و نسب ایشان به شرح زیر است:
(سید) شمس الدین محمد بن (سید) تاج الدین منصور بن (سید) صالح بن (سید)کامل بن (سید) عمر قتال بن (سید) معلی بن (سید) طیب الدین نعیم بن (سید) کاظم بن (سید) معظم برقان بن (سید) جلیل زین الدین بن (سید) تاج الدین حسن بن (سید) یمانه بن (سید) محیی بن (سید) منصور بن (سید) عمران بن (سید) شبانه بن (سید) اسماعیل بن (سید) ابراهیم بن (سید) عکرمه بن (سید) علی «نعیم المثنی» بن (سید) محمد صاحب النفس الزکیة بن (سید) عبدالله محض
بن (سید) مجتبی «حسن المثنی» بن امام حسن مجتبی بن سیدنا علی بن ابی طالب.

## تزئینات بارگاه
تزئینات گچی و نوع گچبری‌ها در ستون‌ها و سر ستون‌های این بنا به عنوان تزئینات روبنایی مطرح شده‌است. معماری و اشکال گچی این آرامگاه شباهت زیادی به بناها و معابد هند دارد که این موضوع بی‌دلیل نیست. رفت‌وآمد بازرگانان کشور هند وسایر قشرها به ویژه در دوران صفویه و قاجاریه به این استان تا حدودی در روابط و چگونگی زندگی این منطقه تأثیر گذاشته‌است.

## دوستداران امامزاده
این امامزاده دوست داران فراوانی داشته و دارد، و به سفارش این افراد، ضریحی چوبی که در جوانب آن آیات قرآن مجید حک گردیده، از جنس عالی در کشور هندوستان ساخته شده و از تاریخ آن، چنین نتیجه گرفته می‌شود که حدود ۷۰۰ سال پیش این کار انجام گردیده‌است.

## مسجد و مهمانخانه
در کنار این آرامگاه مسجد و مهمانخانه ای بزرگ قرار دارد و از قدیم در این مهمانخانه سه وعده غذا به زائران و رهگذران داده می‌شد که این رسم پذیرایی تا امروز همچنان ادامه دارد.
متولیان آرامگاه (زیارت) از احترام وِیژه‌ای برخوردارند، سفره مهمانسراشان همیشه گسترده‌است.
سید محمد سید منصور برادری داشته بنام سید مظفر سید منصور که در دوران جوانی از چاه بنارد به روستای کوخرد در بخش کوخرد کوچیده، و در همان‌جا هم به خاک سپرده شده.
آرامگاه سید مظفر سید منصور در کوخرد و در هزار متری جنوب آرامگاه شیخ عبدالرحمن بزرگ و در محوطه‌ای جداگانه قرار دارد.

## فائز بستکی می‌گوید
| دراین درگاه نهادم رو، پر از نور |  | که خوانندش محمد ابن منصور  |
| نهاده خوان نعمت تا قیامت        |  | کراماتش به عالم گشته مشهور |